# Pteroeides bestae
Pteroeides bestae är en korallart som beskrevs av Jean-Loup d'Hondt 1984. Pteroeides bestae ingår i släktet Pteroeides och familjen Pennatulidae. Inga underarter finns listade i Catalogue of Life.